# Léa Salamé
Léa Salamé, geboren als Hala Léa Salamé (* 27. Oktober 1979 in Beirut), ist eine libanesisch-französische Hörfunk- und Fernsehjournalistin.

## Karriere
Léa Salamé verließ den Libanon im Alter von fünf Jahren und wuchs in Paris auf. Sie studierte Jura am Institut d’études politiques de Paris (Sciences Po) und absolvierte einen einjährigen Auslandsaufenthalt an der New York University, während dessen sie 2001 bei den Terroranschlägen auf das World Trade Center verletzt wurde. Ihr Studium schloss sie 2002 an Sciences Po in der Fachrichtung Journalistik ab.
Salamés journalistische Karriere begann 2004 mit politischer Berichterstattung beim öffentlich-rechtlichen Spartensender La Chaîne parlementaire. Von 2007 an moderierte sie verschiedene regelmäßige Sendungen von France 24, unter anderem die Nachrichtensendung Paris direct. 
Beim öffentlich-rechtlichen Fernsehsender France 2 nahm Salamé ab 2014 mehrere Jahre in der Rolle einer „Chronistin“ an der spätabendlichen Talkshow On n’est pas couché von Laurent Ruquier teil. Eine Aufgabe der Chronisten in diesem Sendeformat besteht darin, den in der Regel freundlich auftretenden Hauptmoderator (in diesem Fall Ruquier) mit teils amüsanten, teils sehr kritischen Fragen in den Interviews mit den Gästen zu unterstützen und das Tempo der Gespräche durch gelegentliche Einwürfe zu steigern. Auf France Inter, dem Hauptprogramm des öffentlich-rechtlichen französischen Hörfunks, führte Salamé von 2014 bis 2023 jeden Morgen werktags zur besten Sendezeit (7 Uhr 50) ein politisches Interview.
Salamé ist eine der bekanntesten Moderatorinnen und Journalistinnen Frankreichs insbesondere im Feld der politischen Berichterstattung (Nachrichten, Talkshow, Wahlberichterstattung), moderiert jedoch gelegentlich auch Unterhaltungsgalas. Nach dem Abschied Laurent Ruquiers von France 2, mit dem sie seit 2021 ein Jahr gemeinsam samstags abends die Talkshow On est en direct moderiert hatte, präsentiert sie seit 2022 auf France 2 die abendfüllende Talkshow Quelle époque!, die wöchentlich zur populären Sendezeit am Samstagabend kulturelle, humoristische und politische Themen mischt und einige Tage danach auch über den internationalen frankophonen Fernsehsender TV5 Monde verbreitet wird. In jede Sendung ist neben Künstlern, Sportlern und anderen bekannten Persönlichkeiten ein hochkarätiger französischer Politiker eingeladen, der in einem ausführlichen, überaus lebendig geführten Interview Rede und Antwort stehen muss.
In Salamés Interviews schwankt die Gesprächsführung zwischen freundlich werbender Präsentation und angriffslustigem Nachfragen. So sorgte sie in einem Gespräch mit dem französischen Staatspräsidenten François Hollande in der Fernsehsendung Dialogues citoyens im April 2016 für Aufsehen, als sie eine Bemerkung Hollandes zur Migrationspolitik mit der Frage parierte, ob er scherze (« C’est une plaisanterie ? »). Hollandes Umgebung empfand dies als beleidigend.
Im Juni 2025 wurde bekannt, dass sie ab September 2025 die Hauptnachrichtensendung 20 heures des öffentlich-rechtlichen Fernsehsenders France 2 präsentieren werde. Sie wurde damit zur Nachfolgerin von Anne-Sophie Lapix designiert.

## Familie
Léa Salamé ist die Tochter des libanesischen Politikwissenschaftlers sowie Kulturpolitikers und früheren libanesischen Ministers Ghassan Salamé. Sie gehört der Melkitischen Griechisch-katholischen Kirche an. Salamé lebt seit 2015 mit dem Journalisten und Politiker Raphaël Glucksmann zusammen, mit dem sie einen 2017 geborenen Sohn hat. Während seines Wahlkampfs um einen Sitz als Abgeordneter im Europäischen Parlament im Jahr 2019 unterbrach sie ihre Tätigkeit als politische Interviewerin auf France Inter.